# John Brown (calciatore 1962)
John Brown (Stirling, 26 gennaio 1962) è un allenatore di calcio ed ex calciatore scozzese, di ruolo difensore.

## Carriera
Terzino, durante la carriera ha vestito le maglie dell'Hamilton Academical, del Dundee e dei Rangers, società nella quale ha terminato la carriera nel 1997, dopo aver vinto nove campionati, cinque Coppe di Lega e tre Coppe di Scozia.

## Palmarès

### Club

#### Competizioni nazionali
- Campionato scozzese: 9

Rangers: 1988-1989, 1989-1990, 1990-1991, 1991-1992, 1992-1993, 1993-1994, 1994-1995, 1995-1996, 1996-1997
- Scottish League Cup: 5

Rangers: 1988–1989, 1990–1991, 1992–1993, 1993–1994, 1996–1997
- Coppa di Scozia: 3

Rangers: 1991-1992, 1992-1993, 1995-1996